# فاننسينكولم
فاننسينكولم (بالإنجليزية: Vannansinnakkulam)‏ هي منطقة سكنية تقع في سريلانكا في المقاطعة الشمالية.